# Wake Me Up!
Wake Me Up! è il primo EP della one man band Neuroticfish pubblicato nel 2001.

## Tracce
1. Wake Me Up! (Club-Edit) - 5:11
2. Wake Me Up! (Remix) - 4:51
3. Care - 6:10
4. Rotten (Demo version) - 4:09
5. Mechanic of the Sequence - 4:36
6. Wake Me Up! (Recompiled) - 5:52
7. Wake Me Up! (Extended version) - 9:39